# Rocheport
Rocheport és una població dels Estats Units a l'estat de Missouri. Segons el cens del 2000 tenia 208 habitants.

## Demografia
Segons el cens del 2000, Rocheport tenia 208 habitants, 101 habitatges, i 55 famílies. La densitat de població era de 297,4 habitants per km².
Dels 101 habitatges en un 20,8% hi vivien nens de menys de 18 anys, en un 45,5% hi vivien parelles casades, en un 5,9% dones solteres, i en un 44,6% no eren unitats familiars. En el 37,6% dels habitatges hi vivien persones soles el 17,8% de les quals corresponia a persones de 65 anys o més que vivien soles. El nombre mitjà de persones vivint en cada habitatge era de 2,06 i el nombre mitjà de persones que vivien en cada família era de 2,73.
Per edats la població es repartia de la següent manera: un 17,8% tenia menys de 18 anys, un 5,3% entre 18 i 24, un 28,4% entre 25 i 44, un 27,4% de 45 a 60 i un 21,2% 65 anys o més.
L'edat mediana era de 44 anys. Per cada 100 dones de 18 o més anys hi havia 72,7 homes.
La renda mediana per habitatge era de 32.188 $ i la renda mediana per família de 45.156 $. Els homes tenien una renda mediana de 30.625 $ mentre que les dones 20.313 $. La renda per capita de la població era de 21.483 $. Entorn del 3,5% de les famílies i el 4,9% de la població estaven per davall del llindar de pobresa.

## Poblacions més properes
El següent diagrama mostra les poblacions més properes.